# Steinbruch Sparmann

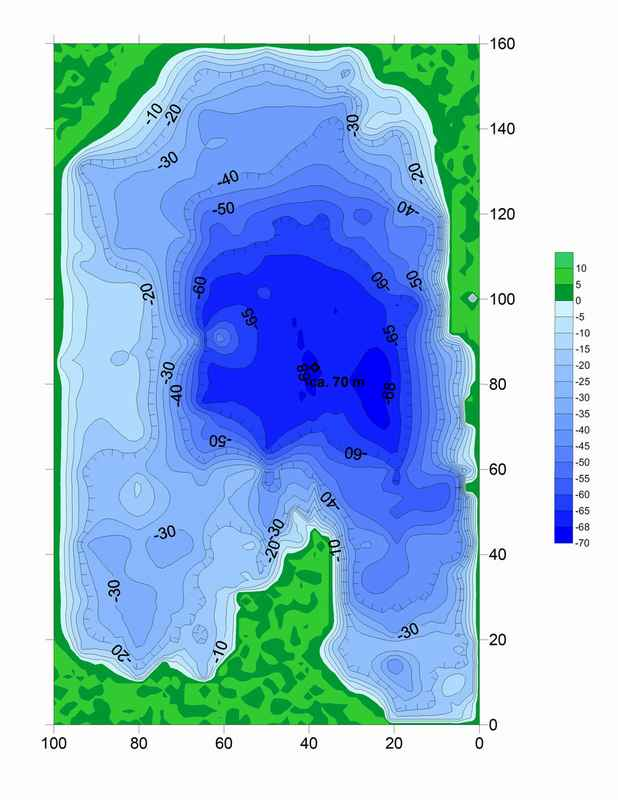
Tiefenprofil des gefluteten Steinbruchs Sparmann

Der Steinbruch Sparmann ist ein stillgelegter Steinbruch und heutiges Gewässer im Stadtgebiet Kamenz. Der jetzige See ist mit etwa siebzig Metern das zweittiefste Gewässer in Sachsen und eines der tiefsten Gewässer in Deutschland. Er ist etwa zweihundert Meter lang und etwa 170 Meter breit. Die umgebenden Felswände erreichen eine Höhe von ungefähr zehn Metern. Durch seine Tiefe gilt der ehemalige Steinbruch als ideales Tauchgebiet.
Benannt wurde der Steinbruch nach dem Betreiber des Steinbruchs Carl Sparmann. Dessen Firma „Carl Sparmann & Co. GmbH“ baute hier von 1940 bis 1959 einen grobkörnigen, porphyrisch texturierten Granodiorit ab. Die Firma wurde im Jahr 1959 verstaatlicht und firmierte unter dem Namen „VEB(K) Granit- und Grünsteinwerke Kamenz/Sachsen“. Der Handelsname des Gesteins war Granit. Der im Steinbruch abgebaute Biotitgranodiorit besitzt eine helle grauweiße Farbe mit schwarzen Einsprengungen. Hauptbestandteile des Gesteins sind weißlicher Feldspat, grauer Quarz und schwarzer feinschuppiger Biotit.